# دينيس جونز (لاعب كرة قدم)
دينيس جونز (بالإنجليزية: Denys Jones)‏ هو لاعب كرة قدم بريطاني، ولد في 1930 في أبردير ‏ في المملكة المتحدة، وتوفي في 2003 في نورتش في المملكة المتحدة. لعب مع نورويتش سيتي.